# Velký Sošov
Velký Sošov (polsky Soszów Wielki, 886 m n. m.) je částečně zalesněná hora v pásmu Čantoryjského hřbetu v západní části Slezských Beskyd, současně je lokalita Velký Sošov základní sídelní jednotkou (ZSL) obce Nýdek.  Leží asi 4,5 km jihovýchodně od Nýdku a 6,5 km severovýchodně od Jablunkova na česko-polské státní hranici. Česká část leží na území okresu Frýdek-Místek (Moravskoslezský kraj), polská v okrese Cieszyn (Slezské vojvodství). Severně od vrcholu na polské straně hranice se nachází turistická chata Schronisko na Soszowie Wielkim, která byla zbudována v roce 1932 a lyžařské středisko Soszów.

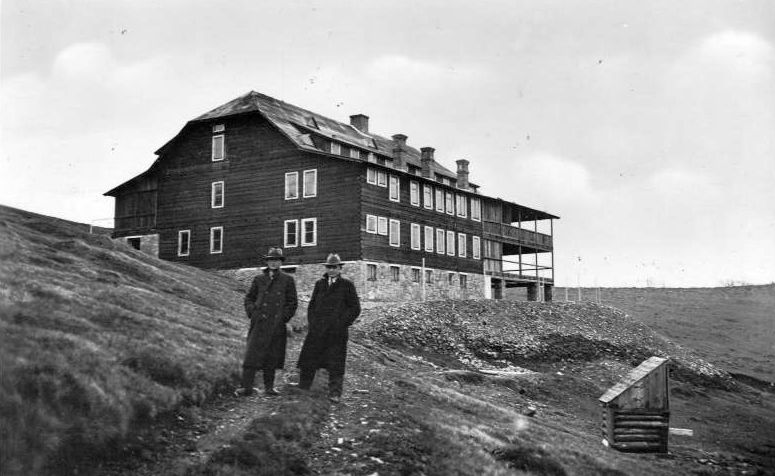
Zaniklá Lomosíkova chata (1934–1951)

Na českém jihozápadním svahu, v Nýdku na Hluchové, téměř u vrcholu stávala turistická Lomosíkova chata (882 m n. m.). Jednalo se o jednu z největších turistických chat tehdejších Slezských a  Moravskoslezských Beskyd. Poskytovala ubytování pro 120 turistů – z částí i v zimním období. Její stavitel a vlastník Ervín Lomosík byl v roce 1945, po skončení druhé světové války, v blízkosti své chaty nalezen mrtev. Po druhé světové válce byla chata opuštěna, vyrabována a následně v roce 1951 zanikla.

## Přístup
Přímo přes vrchol prochází hřebenová cesta v úseku Beskydské sedlo - Malý Stožek, která je na české straně značena modře, na polské červeně (Główny Szlak Beskidzki). Ze západu stoupá na vrchol z údolí Hluchové žlutě značená turistická stezka. Modrá značka, která stoupá do hor od východu z údolí Visly (od osady Jawornik), končí u polské chaty, kde se napojuje na hlavní hřebenovou stezku.